# Buddleja kleinii
Buddleja kleinii är en flenörtsväxtart som beskrevs av E.M. Norman och L.B. Smith. Buddleja kleinii ingår i släktet buddlejor, och familjen flenörtsväxter. Inga underarter finns listade i Catalogue of Life.